# حزب الطواقي
حزب الطواقي (بالسويدية Mösspartiet) فصيل سياسي خلال عصر الحرية (1719-1772) في السويد. عـُرف الخصم الرئيسي لحزب الطواقي بحزب القبعات . و في الواقع كان حزب القبعات مسؤولا عن تسمية حزب الطواقي، كما انها تأتي من نبز طاقية الليل، وهو الاسم الذي يستخدم لتوحي بأن الطواقي كان لين وخجول.
‌